# Terezia Regulyová
Terezia Regulyová (* 6. srpna 1926) byla slovenská a československá politička Komunistické strany Slovenska a poslankyně Sněmovny lidu Federálního shromáždění za normalizace.

## Biografie
K roku 1971 se profesně uvádí jako dělnice. Ve volbách roku 1971 zasedla do Sněmovny lidu (volební obvod č. 168 - Tvrdošín, Středoslovenský kraj). Ve FS setrvala do konce funkčního období, tedy do voleb roku 1976.
V roce 2011 oslavila 85. narozeniny. Je tehdy uváděna jako obyvatelka obce Nižná.